# Pedro Kassab
Pedro Salomão José Kassab (São Paulo, 17 de maio de 1930 – 15 de setembro de 2009) mais conhecido como Pedro Kassab foi um médico dermatologista e escritor brasileiro, eleito para Academia Paulista de Letras à época de seu falecimento. 
Ele é pai do ex-prefeito de São Paulo e atual Secretário de Governo e Relações Institucionais do Estado de São Paulo, Gilberto Kassab.

## Biografia
Formou-se em medicina pela Universidade de São Paulo em 1953, casou-se com a professora Yacy Palermo, com quem teve dez filhos.

### Falecimento
Pedro Kassab faleceu em São Paulo, aos 79 anos, no dia 15 de setembro de 2009, devido a uma parada cardiorrespiratória enquanto se recuperava de uma cirurgia cardiovascular que havia realizado. Foi enterrado no dia seguinte, no cemitério São Paulo, na zona leste. O ex-presidente Fernando Henrique Cardoso e o então governador José Serra estiveram presentes junto aos filhos de Pedro, incluindo o então prefeito da capital Gilberto Kassab.